# 比利牛斯大道

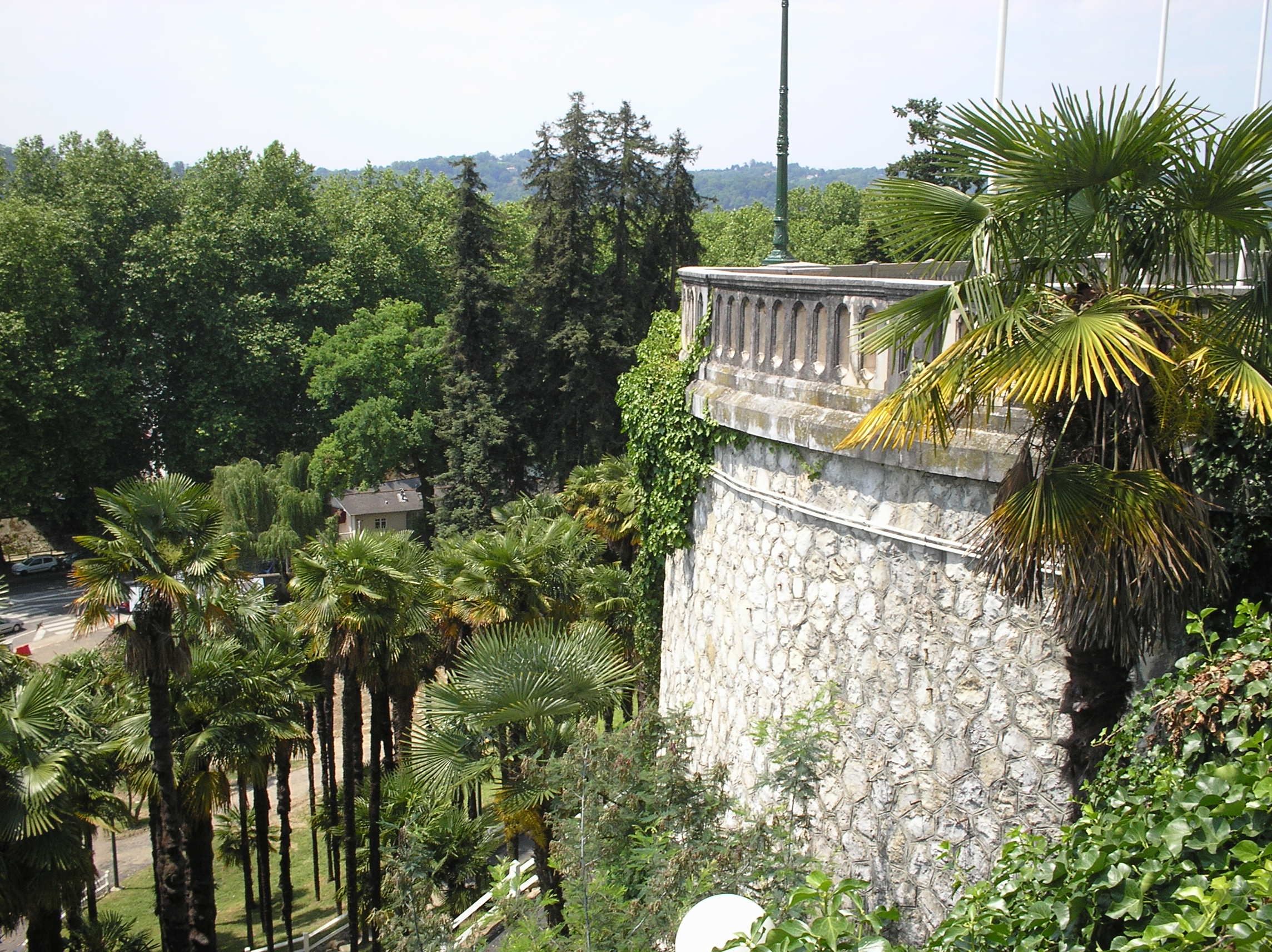

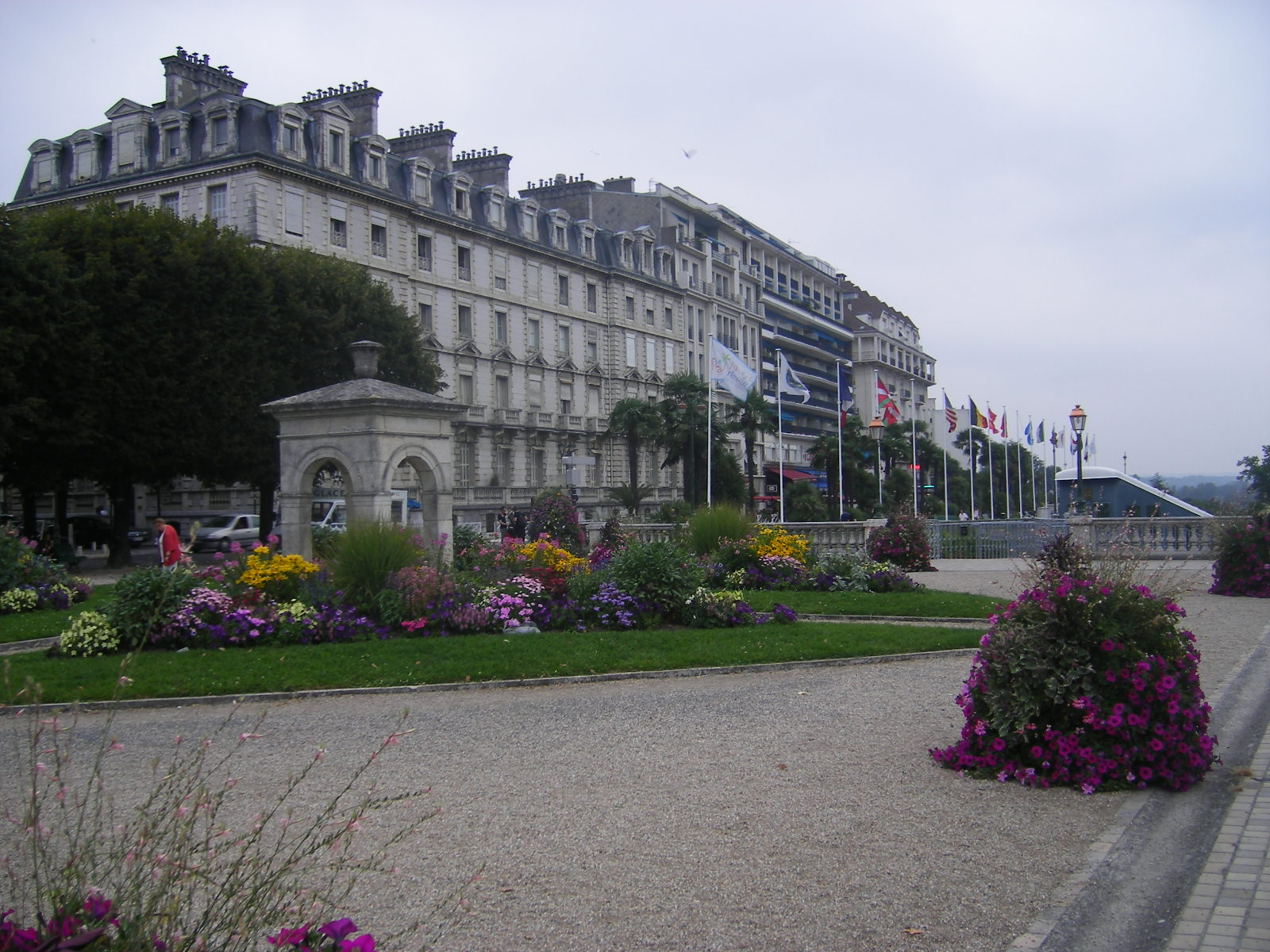

比利牛斯大道（Boulevard des Pyrénées）是法国西南部新阿基坦大区大西洋比利牛斯省波城的一条大道。大道仅在其北侧有建筑物，在其南面有可以俯瞰波河河谷的露台，可以欣赏到南面约50公里处比利牛斯山群峰全景。
这条大道是由拿破仑一世建议开辟，俯瞰从山谷一侧层叠而下的花园。天气晴朗时，尤其是冬季的清晨或傍晚，视野从南比戈尔峰（Pic du Midi de Bigorre）一直延伸到Pic d'Anie和南奥索峰。沿着大道露台一侧的栏杆，有牌匾标出并描述每座山峰。
大道长约四分之三公里，连接博蒙公园（Parc du Beaumont）与波城城堡，形成市中心的南部边缘。波城缆车（Funiculaire de Pau）从其中心，毗邻皇家广场（Place Royale），下降到谷底，连接市中心与波城站。